# Dolichiscus tanimbar
Dolichiscus tanimbar är en kräftdjursart som beskrevs av Gary C.B. Poore 1998. Dolichiscus tanimbar ingår i släktet Dolichiscus och familjen Austrarcturellidae. Inga underarter finns listade i Catalogue of Life.